# 스탠딩 에그
스탠딩 에그(Standing Egg)는 2010년 결성된 대한민국의 음악 그룹이다. 다소 독특한 멤버 이름(에그1호, 에그2호, 에그3호)으로 관심을 끌기도 하였다.
015B와 비슷한 성격의 프로젝트 그룹으로 매 앨범마다 객원 보컬을 영입하여 음악 작업을 하며 공연도 객원 보컬들과 함께 한다. 객원 보컬이 참여하지 않은 곡의 경우 에그2호가 보컬을 맡고 있으며 모습을 보이지 않는 컨셉이었으나 최근 공연에는 에그2호가 모습을 보인다. 트위터, 미투데이와 공식 홈페이지(싸이월드 블로그)를 통해서 스탠딩 에그의 이름을 알리고 있으며 2010년 'La La La' , '사랑한다는 말' 'Kiss' 3곡의 뮤직비디오를 공개하였다.
스탠딩 에그는 2010년 5월 11~12일, 14~15일에 있었던 2010 서울재즈페스티벌의 특별 공연을 통해서 처음 무대에 올랐다. 2014년 발표한 싱글 〈내게 기대〉는 원래 1998년에 김도훈과 고동연이 미래의 막연함에 대한 토로와 친구끼리의 위로를 노래로 만든 미발표 곡이었다.

## 발매 앨범

### 정규 앨범
- 1집 《With》 (2010년 11월 25일)
  1. 사랑한다는 말
  2. lalala
  3. man theme
  4. hide & seek duet with 고현욱
  5. 사랑에 빠져본 적 있나요
  6. Kiss
  7. woman theme
  8. 내일은 잊을거야 with J.ae
  9. 가슴 아픈 말 with 고현욱 - 타이틀곡
  10. 넌 이별 난 아직 with 한소현 (3rd Coast) - 타이틀곡
  11. winter theme
  12. First Christmas
  13. 가슴 아픈 말 with Clover (gray ver.)

- 2집 《LIKE》 (2012년 4월 10일)
  1. 들어줄래
  2. Run Away
  3. Aloha
  4. 햇살이 아파 With 한소현 Of 3rd Coast
  5. Stay Away Duet With 예슬
  6. My First Fan
  7. 둘이 아닌가봐 Duet With Christina Love Lee
  8. 그래도 좋아
  9. Mother
  10. 모래시계

- 3집 《SHINE》 (2013년 10월 4일)
  1. Runner's High
  2. In My Dream
  3. 나 오늘따라
  4. Once Again With 한소현(3rd Coast)
  5. 있잖아 궁금해 With 예슬
  6. Keep Going
  7. 먼지를 털어내고 With Windy
  8. Never Forget You
  9. 너라는 축제
  10. 오래된 노래
  11. 눈부시다

- 4집 《US》 (2014년 12월 5일)
  1. 너를
  2. Propose Day
  3. 아마도 내일은
  4. Kiss Me
  5. 웃는 것밖에 (with 예슬)
  6. Somebody Else
  7. She is Back
  8. 첫눈이 오면
  9. 맘에 걸려
  10. 안아 줄게
  11. 내게 기대 (with 박세영)

- 연주곡 앨범 《Moment》 (2013년 12월 13일)
  1. 편한사이
  2. 사랑한다는 말
  3. Little Star
  4. 넌 이별 난 아직
  5. 휴식
  6. First Christmas
  7. 가슴 아픈 말
  8. 매일 그대를
  9. 앓이
  10. 오래된 노래
  11. 모래시계
  12. 햇살이 아파

### 미니 앨범
- 《Standing Egg》 (2010년 4월 21일)
- 《Lucky》 (2011년 7월 7일)
- 《Ballad With Windy》 (2012년 12월 21일)
- 《Ambler》 (2013년 4월 16일)
- 《36.5》 (2014년 5월 8일)
- 《Young》 (2015년 5월 26일)
- 《Inner》 (2015년 12월 7일)
- 《VOICE》 (2016년 11월 11일)

### 싱글 앨범
- 《사랑에 빠져본 적 있나요 With Ra.D (Acoustic Ver.)》 (2011년 1월 17일)
- 《Fly (경기국제항공전 테마송)》 (2011년 4월 1일)
- 《앓이 With Windy》 (2011년 4월 22일)
- 《사랑한대》 (2011년 5월 23일)
- 《편한사이 With Windy》 (2011년 10월 10일)
- 《둘이 아닌가 봐 with 크리스티나 러브 리》 (2012년 2월 28일)
- 《Keep Going》 (2012년 6월 15일)
- 《오래된 노래》 (2012년 9월 4일)
- 《A Perfect Day(Forest 프로젝트 테마송) With Windy》 (2012년 10월26일)
- 《매일 그대를 with Windy》 (2012년 12월 14일)
- 《시간이 달라서》 (2013년 2월 20일)
- 《넌 이별 난 아직 with 박신혜》 (2013년 11월 15일)
- 《고백》 (2014년 2월 28일)
- 《The Artist Diary Project Part 8 feat.박세영》 "내게기대" (2014년 3월 21일)
- 《She Is Back》 (2014년 9월 28일)
- 《맘에 걸려》 (2014년 10월 30일)
- 《The Artist Diary Project Part 10 feat.휘인of마마무, 윤닭of오브로젝트》 "햇살이 아파" (2014년 12월 30일)
- 《Starry Night》(2015년 4월 3일)
- 《The Artist Diary Project Part 12 feat.윤닭of오브로젝트》 "무지개" (2016년 3월 14일)
- 《뚝뚝뚝》 (2016년 6월 7일)
- 《여름밤에 우린》 (2016년 8월 3일)
- 《First Love》 (2017년 3월 17일)
- 《너라면 괜찮아》 (2017년 6월 28일)
- 《오늘 밤은》 (2017년 9월 8일)
- 《바보야》 (2017년 10월 25일)
- 《소확행》 (2018년 5월 11일)
- 《오 잠깐》 (2018년 7월 22일)
- 《사랑에 아파본 적 있나요?》 (2018년 9월 7일)
- 《사랑은》 (2018년 10월 2일)
- 《너라는 세상》 (2019년 3월 3일)
- 《잠 못 드는 그대에게》 (2019년 5월 14일)
- 《나만 알고 싶은 노래》 (2019년 7월 15일)
- 《너라는 세상》 (2019년 3월 3일)
- 《헤어져야 사랑을 알죠》 (2020년 1월 19일)
- 《I'm dawn》 (2020년 2월 23일)
- 《99》 (2020년 3월 23일)
- 《친구에서 연인》 (2020년 5월 22일)
- 《Speechless》 (2020년 9월 8일)
- 《사랑하는 너에게》 (2020년 10월 16일)
- 《어제의 우리들》 (2020년 12월 2일)
- 《Everyday》 (2021년 5월 9일)
- 《무슨 생각해》 (2021년 8월 15일)
- 《그대 돌아오면》 (2021년 11월 24일)
- 《멀어진 만큼 (Distance)》 (2022년 3월 27일)
- 《나는 어떡해》 (2022년 6월 12일)

### OST
- 《역도요정 김복주》OST "데리러 갈게"(2016년 12월 8일)
- 《힘쎈여자 도봉순》OST "어떨까"(2017년 3월 11일)
- 《20세기 소년소녀》OST "보통의 날"(2017년 9월 26일)
- 《반짝이는 워터멜론》OST "그대가 소중해"(2023년 10월 24일)

### 출간
- 포토 에세이 《VOICE》 (2016년 11월 23일)

## 논란
2018년 11월 9일 스탠딩 에그는 공식 페이스북에 한 순수미술 전시회의 홍보용 사진을 게재하면서, 그 전시회에 전시 중이었던 김정은 조선민주주의인민공화국 조선로동당 위원장을 팝아트 형태로 표현한 피규어 작품의 사진과 함께 “와아~ 이거 간만에 소장욕 폭발 넘 귀여워. '김정은 위원장 에그 팬'설도 있었더랬죠?”라는 글을 달았다. 이에 관하여 누리꾼들이 종북 및 북한 미화의 의도가 있는 것이 아닌지 지적하자, 이틀 만인 11월 11일 페이스북을 통하여 사과문을 올렸다.

## 수상
- 2014년 제6회 《멜론뮤직어워드》 - 뮤직스타일상 인디 부문
- 2015년 제7회 《멜론뮤직어워드》 - 인디 부문
- 2016년 제12회 《골든티켓어워즈》 - 최고의 인디뮤지션상
- 2022년 제11회 《가온차트 뮤직 어워즈》 - 올해의 파퓰러 싱어상